# チャン (酒)

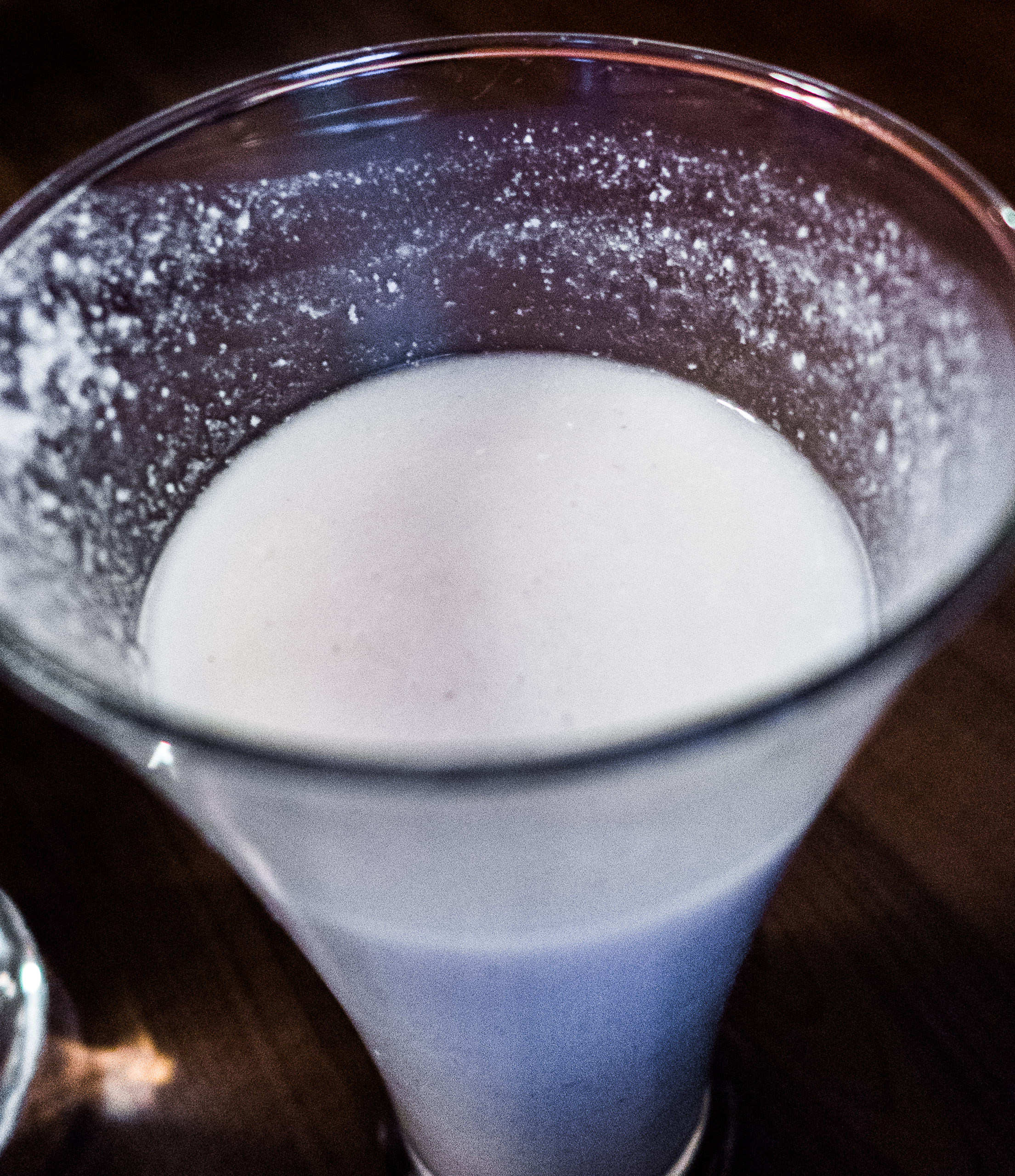
チャン

チャン（チベット文字：ཆང་; ワイリー方式：chang）は、ネパールやインドのシッキム州などチベット周辺で作られる醸造酒。ネパール語ではジャー（Jad, Jaanr）とも呼ばれる。シコクビエ、米、ムギ、トウモロコシなどを原料として各家庭で作られるどぶろくである。

## 概要
炭酸ガスと酸味が調和し、ビールとどぶろくの中間のような味と形容されている。チベットの人々の生活と密接なつながりがあり、結婚に際しては4回以上チャンを納める儀式がある。また、離婚の時は妻に慰謝料として大量のチャンが贈られ、チベット仏教の祭祀では寺院にチャンが寄進される。

## 原料と製法
米を原料とする最も良質なチャンは、カトマンズ盆地のネワール族や商業民族で富裕なタカリー族のみが作っており、その他の山岳地域ではコムギ、オオムギやアワ、ヒエなどの雑穀が用いられ、特にネパール北部ではチャンのためにシコクビエを栽培している
最初に、これらの穀物を銅や素焼きの釜で30分ほど煮て炊き上げる。これを竹で編んだござの上に広げて放冷し、原料に対して1-2%の量の砕いた餅麹（ムルチャ、マルチャとも）とよく混ぜ合わせる。これを壺に入れて布団や毛皮で包むか、シダやバナナ、カンナなどの新鮮な葉を敷き詰めた竹籠に入れて麻袋や帆布をかぶせる。
原料が米なら1昼夜、シコクビエなら2-4日ほどおいて、発泡とアルコールの匂いが生じたら大きな陶製の壺に移して2-3日、冬は5-7日密封する。長く発酵させるとアルコール度数は高くなるが、苦みが出てくるとされる。アルコールの味がしたら水を加えてさらに1昼夜おき、完成となる。
このように糖化とアルコール発酵を一度の餅麹添加で行うのは、東南アジア各地の醸造酒と共通する方法である。なお、チャンをさらに蒸留するとラキシーとなる。

## ムルチャ（餅麹）
チャンのスターターとして用いるムルチャは、以下のようにして作られる。
1. シコクビエないしソバの粉に加水してよく練る。1990年代以降の報告では、水に浸けた米粉が用いられている。
2. ヨモギに似たチトパテの葉をすり潰した汁、またはシダ植物の葉の粉末を加えてさらに練る。
3. 地域などによって、ここで野草やトウガラシなどの香辛料を加える。前者は酒の甘みを増し、後者は酒造を失敗させる悪魔を退散させると信じられている。
4. 直径3-5cmの小粒の平たい団子を作り、チトパテないしシダの葉を敷き詰めた竹籠に並べ、上にも同じ葉をかけて1-2夜おいて微生物の増殖を促す。
5. 白いカビの菌糸が出たら完成となり、2-3日太陽にさらして乾燥させる。

2回目以降は、粉状のムルチャを3.の段階で混ぜたり、4.の段階で振りかけたりする。なお、シッキム州ではリンブー族がムルチャ作りを専業としている。

## 飲み方

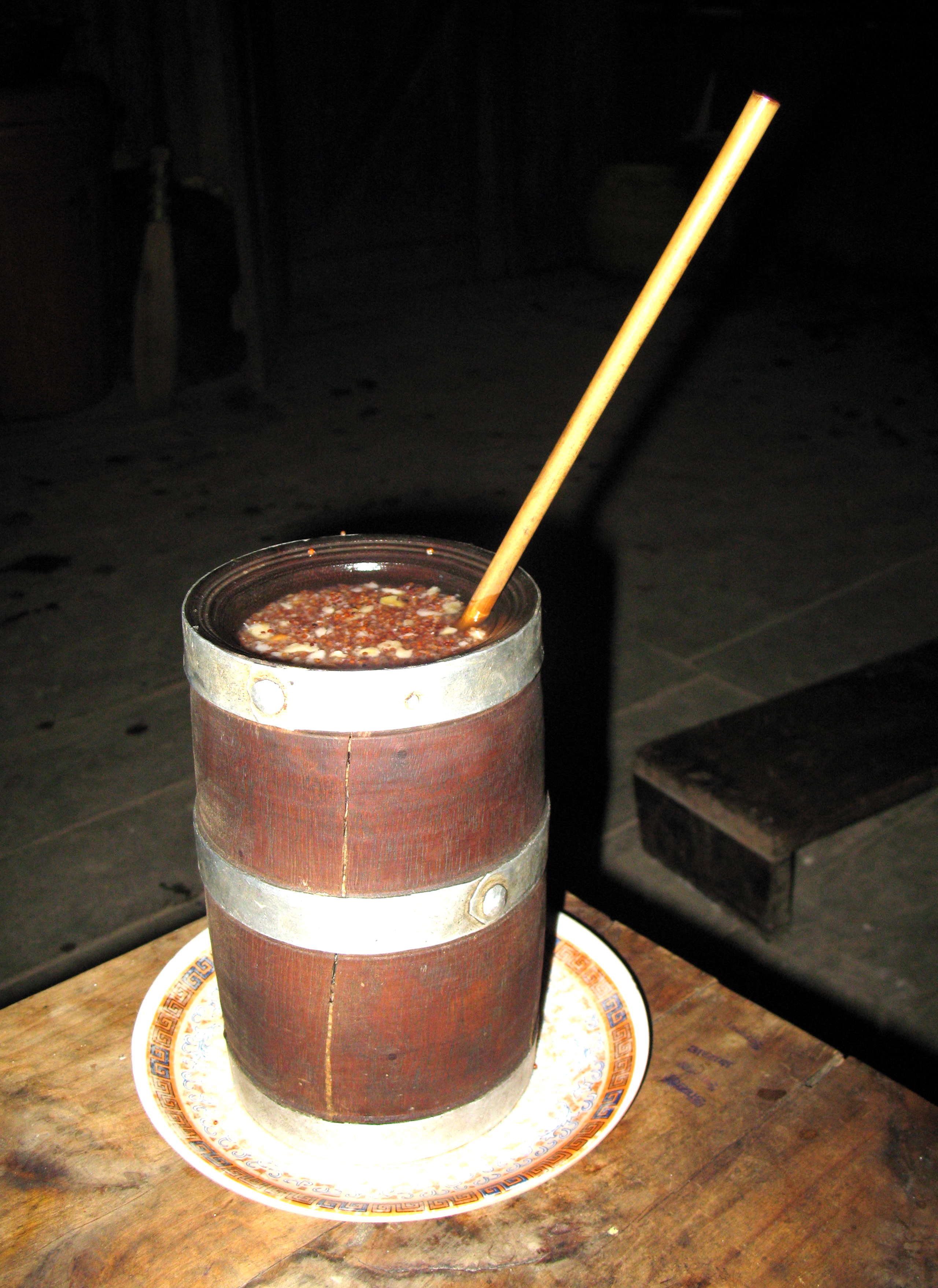
トンバ。シャクナゲの太い枝をくり抜いて作られる

伝統的な形では、トンバと呼ばれる容積1-2Lほどの木製容器を用いて飲む。最初にトンバの中に湯を入れて温めながら洗浄し、もろみ状のチャンを7分目ぐらいまで入れ、湯を加えて混ぜて蓋をする。蓋の穴からプルという竹の管を差し込み、吸って飲む。プルの先端は竹の節になっており、両側に細いスリットを作っているので酒粕は濾されて口には入らない。中の酒がなくなると再び湯を入れてかき混ぜ、飲む。
シッキム州では竹筒製のセプツという容器を用いて、同様に吸管酒として湯を混ぜながら飲み、これは特にコド・ジャール（kodo jaanr）と呼ばれている。トンバがない場合は、もろみ状のチャンをざるに乗せ、熱湯を注いで下に垂れ落ちた液体を飲む。